# ۱۱۹۱ (خورشیدی)
۱۱۹۱ هزار و صد و نود و یکمین سال هجری خورشیدی است.